# Schule von Rubens
Zur Schule von Rubens rechnet die Kunstgeschichte Maler, die sich dem Stil von Peter Paul Rubens verpflichteten.
- Anthonis van Dyck
- Justus van Egmont
- Pieter Claesz. Soutman
- Theodor van Tulden
- Marten Pepyn
- Abraham van Diepenbeeck
- Cornelis Schut
- Erasmus Quellinus II.
- Jan van den Hoecke

Auch Kupferstecher werden der Schule von Rubens zugeordnet.
- Lucas Vorsterman
- Boëthius a Bolswert
- Schelte Adams Bolswert
- Paulus Pontius